# Zabrana pušenja u Trećem Reichu
Nakon što su početkom 20. stoljeća njemački liječnici ustanovili da je pušenje glavni uzrok raka pluća, u Trećem Reichu pokrenuta je prva svjetska javna kampanja protiv pušenja.
Uključivala je zabrane pušenja u sredstvima javnog prijevoza, predavanja o štetnosti pušenja, ograničenja racija cigareta u Wehrmachtu i povećanje poreza na duhanske proizvode. Također su uvedena ograničenja za oglašavanje duhana kao i zabrana pušenja u javnim prostorima te u restoranima i kafićima.